# Johann Busch (Unternehmer)
Johann Busch (* 14. März 1890 in Chur; † 15. Dezember 1969 ebenda, reformiert, heimatberechtigt in Chur) war ein Schweizer Unternehmer.

## Leben
Johann Busch kam am 14. März 1890 in Chur als Sohn des Maschinenstickers Christian Busch und der aus Klosters stammenden Elisabeth geborene Hitz zur Welt. Nach Abschluss einer Schlosserlehre in Chur absolvierte Busch eine Weiterbildung in München.
Anschliessend übernahm Johann Busch 1919 eine Schlosserwerkstatt in Chur, bevor er 1926 die Schnellwaagenfabrik Busch gründete, die er durch stets neue Modelle zu Wachstum und Erfolg führte. Dazu wurde 1959 eine Lehrwerkstätte angegliedert. 1965 übergab er schliesslich die Firmenleitung der "Busch-Werke AG" an seine Söhne.
Daneben war Johann Busch in den Jahren 1935 bis 1940 als Mitglied der Freisinnig-Demokratischen Partei im Churer Stadtparlament vertreten.
Johann Busch heiratete im Jahr 1918 die gebürtige Münchnerin Anna geborene Lang. Er verstarb am 15. Dezember 1969 drei Monate vor Vollendung seines 80. Lebensjahres in Chur.